# Cercles
Cercles is een plaats en voormalige gemeente in het Franse departement Dordogne in de regio Nouvelle-Aquitaine en telt 173 inwoners (1999). De plaats maakt deel uit van het arrondissement Périgueux.

## Geschiedenis
Cercles fuseerde op 1 januari 2017 met de gemeente La Tour-Blanche tot de gemeente La Tour-Blanche-Cercles. 

## Geografie
De oppervlakte van Cercles bedraagt 14,8 km², de bevolkingsdichtheid is 11,7 inwoners per km².
De onderstaande kaart toont de ligging van Cercles met de belangrijkste infrastructuur en aangrenzende gemeenten.

## Demografie
Onderstaande figuur toont het verloop van het inwonertal.